# برنارد دومبيا
برنارد دومبيا (11 نوفمبر 1992 في كوت ديفوار - ) هو لاعب كرة قدم إفواري في مركز الهجوم يلعب في نادي الإمارات.

## روابط خارجية
- برنارد دومبيا على موقع Soccerway.com (الإنجليزية)